# Веллінгтон (Колорадо)
Веллінгтон (англ. Wellington) — місто (англ. town) в США, в окрузі Ларімер штату Колорадо. Населення — 11 047 осіб (2020).

## Географія
Веллінгтон розташований за координатами 40°41′58″ пн. ш. 105°0′21″ зх. д. / 40.69944° пн. ш. 105.00583° зх. д. (40.699366, -105.005825).  За даними Бюро перепису населення США в 2010 році місто мало площу 8,73 км², з яких 8,72 км² — суходіл та 0,02 км² — водойми.

## Демографія
Згідно з переписом 2010 року, у місті мешкало 6289 осіб у 2186 домогосподарствах у складі 1656 родин. Густота населення становила 720 осіб/км².  Було 2278 помешкань (261/км²).
Расовий склад населення:
| - 90,5 % — білих - 1,0 % — корінних американців - 0,7 % — чорних або афроамериканців - 0,7 % — азіатів - 4,2 % — осіб інших рас |

До двох чи більше рас належало 2,8 %. Частка іспаномовних становила 13,3 % від усіх жителів.
За віковим діапазоном населення розподілялося таким чином: 31,9 % — особи молодші 18 років, 63,3 % — особи у віці 18—64 років, 4,8 % — особи у віці 65 років та старші. Медіана віку мешканця становила 31,0 року. На 100 осіб жіночої статі у місті припадало 99,5 чоловіків;  на 100 жінок у віці від 18 років та старших — 99,5 чоловіків також старших 18 років.
Середній дохід на одне домашнє господарство  становив 93 347 доларів США (медіана — 76 917), а середній дохід на одну сім'ю — 85 276 доларів (медіана — 76 939). За межею бідності перебувало 4,2 % осіб, у тому числі 8,5 % дітей у віці до 18 років та 0,0 % осіб у віці 65 років та старших.
Цивільне працевлаштоване населення становило 3687 осіб. Основні галузі зайнятості: освіта, охорона здоров'я та соціальна допомога — 23,2 %, роздрібна торгівля — 16,2 %, будівництво — 10,9 %, виробництво — 10,5 %.